# Ploughman's lunch
El ploughman's lunch (‘almuerzo del labrador’ en inglés) es una comida o aperitivo frío, consistente al menos de un trozo de queso (usualmente cheddar, stilton o cualquier otro queso local), encurtidos (pickles) o cebolletas a la vinagreta, un trozo de pan y mantequilla. Es un plato típico de menú de pubs (pub grub).